# Raúl Decaría
Raúl Decaría (Buenos Aires, 22 maggio 1939 – Buenos Aires, 28 maggio 2024) è stato un calciatore argentino, di ruolo centrocampista.

## Carriera
Con l'Independiente vinse due titoli argentini, due Libertadores consecutive, ma perse due Coppe Intercontinentali di fila (1964 e 1965), entrambe contro gli italiani dell'Inter. Dopo aver giocato con l'Argentinos Juniors, nel 1969 si accordò con i cileni del Colo-Colo, vincendo il titolo nazionale del 1970. L'anno dopo fu in Canada, con il Montréal Olympique, società nata nello stesso anno e giocante nella NASL. Con i canadesi nella stagione 1971 ottenne il quarto ed ultimo posto nella Northern Division, mentre in quella seguente il terzo.

## Palmarès

### Competizioni nazionali
- Campionato argentino: 2

Independiente: 1960, 1963
- Campionato cileno: 1

Colo-Colo: 1970

### Competizioni internazionali
- Coppa Libertadores: 2

Independiente: 1964, 1965